# Danny Holla
Danny Holla (født 31. december 1987 i Almere, Holland) er en hollandsk fodboldspiller, som spiller som midtbanespiller for Den Haag. Forud for hans debut for FC Groningens førstehold den 20. september 2006 i en pokalkamp mod TOP Oss, spillede han for holdets forskellige ungdomshold. Han spillede tidligere for FC Groningen og har været udlejet til både FC Zwolle og VVV-Venlo.
- Wikimedia Commons har flere filer relateret til Danny Holla